# Гилибовці
Ги́либовці (болг. Гълъбовци) — село в Софійській області Болгарії. Входить до складу общини Сливниця.

## Населення
За даними перепису населення 2011 року у селі проживали 172 особи, з них 166 осіб (96,5%) — болгари.
Розподіл населення за віком у 2011 році:
Динаміка населення: